# L'oro dei barbari
L'oro dei barbari (Facundo, el tigre de los llanos) è un film del 1952 diretto da Miguel P. Tato sotto la supervisione di Carlos F. Borcosque e Leopoldo Torre Nilsson.

## Distribuzione
Nel circuito internazionale, il film prese il titolo inglese di Facundo, Tiger of the Plains.